# Stalheim
Stalheim is een plaatsje gelegen tussen Voss en Gudvangen in de provincie Vestland in Noorwegen.
Vanuit Voss ligt het langs de E16 dicht bij het Nærøyfjord.
In Stalheim bevindt zich een openluchtmuseum. Er is een zeer steile weg, de Stalheimskleiva, door het dal. Bovenaan ligt een hotel.

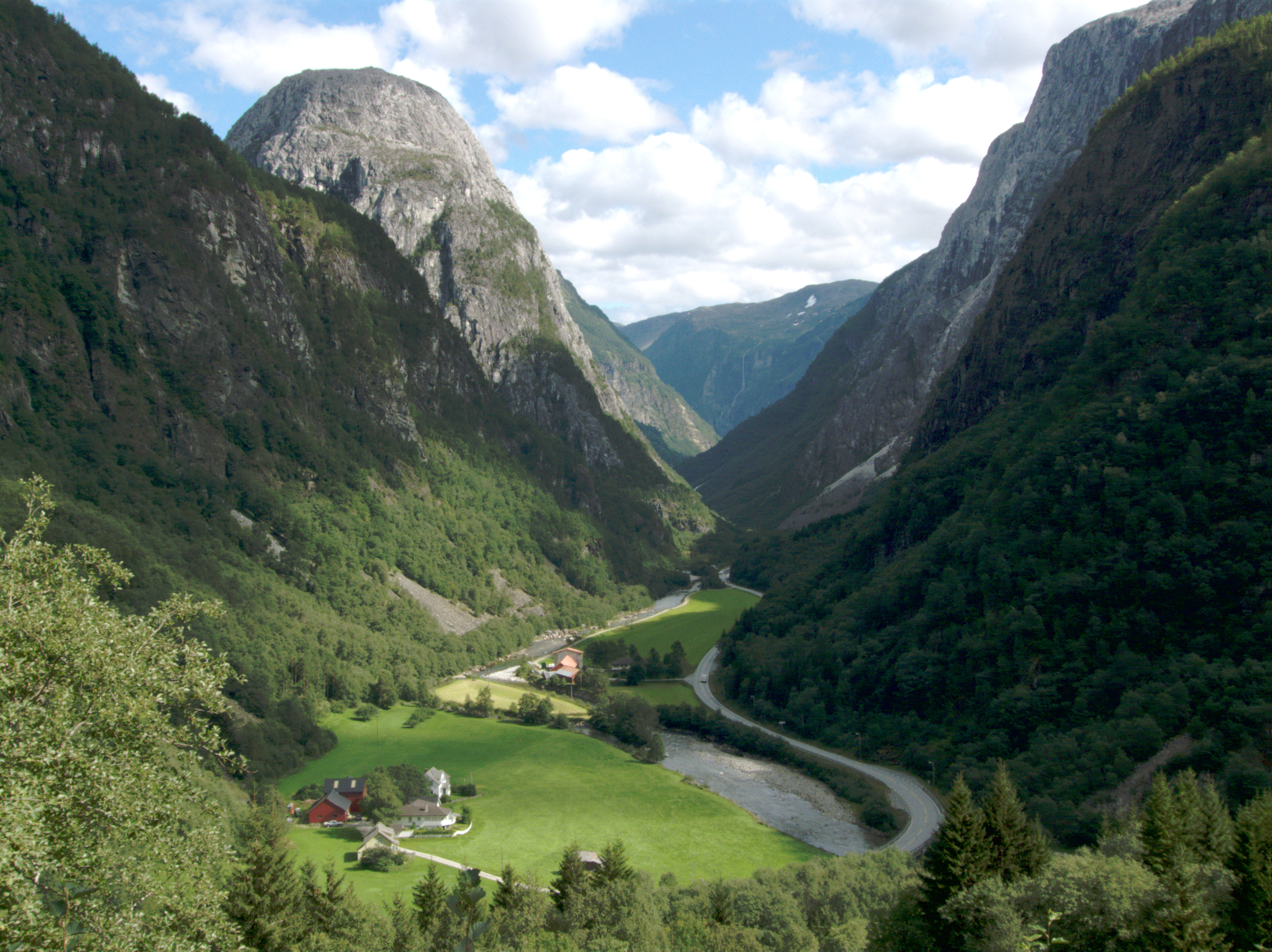
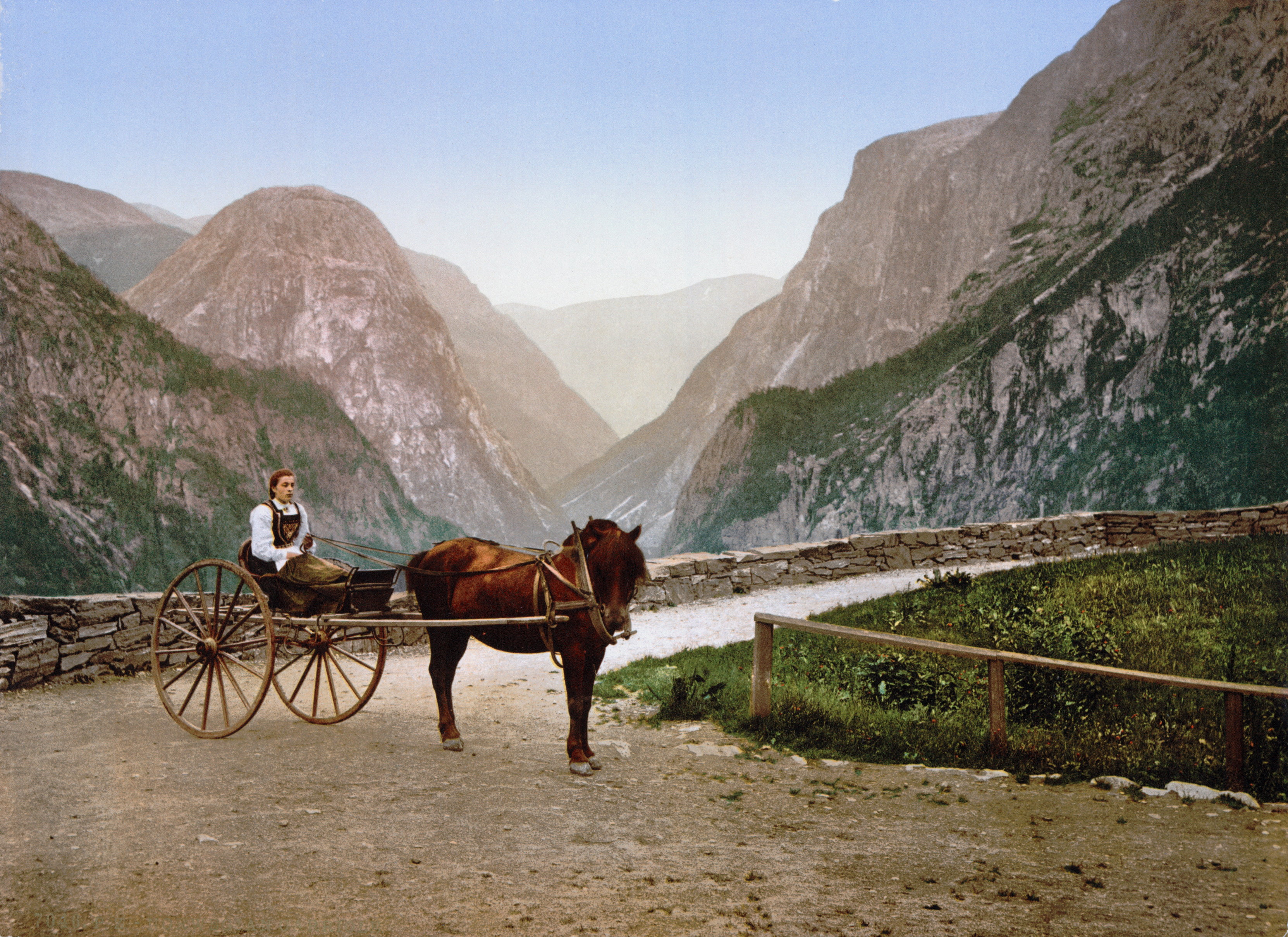